# Isaak Behrens
Isaak Behrens (hebräischer Name: Isaak Liepman Cohen; * um 1695; † 1765) war ein deutscher Hofjude, Enkel des Hofjuden Leffmann Behrens (1634–1714), übernahm zusammen mit seinem Bruder Gumpert Behrens (* ca. 1690; † zwischen 1726 und 1738) die großväterliche Firma in Hannover, verschuldete sich und wurde wegen angeblichen Konkursbetrugs fünf Jahre lang eingekerkert. Während der Haft wurden beide Brüder gefoltert. Das Verfahren der kurhannoverschen Justiz gegen sie beruhte auf einem nie bestätigten, auch judenfeindlich motivierten Verdacht. Nach seiner Freilassung und Ausweisung schrieb Isaak einen dokumentarisch wertvollen Erlebnisbericht, eine Megillah.

## Leben

### Die ererbte Firma
Isaak Behrens und sein weniger aktiver älterer Bruder Gumpert Behrens wuchsen im großzügigen Lebensstil einer prominenten jüdischen Familie in die Bank- und Handelsgeschäfte ihres berühmten Großvaters hinein. Isaak heiratete als Teenager die Tochter Lea des ebenfalls berühmten Halberstädter Hofjuden Issachar Berend Lehmann; das Paar hatte 1721 bereits sieben Kinder.
Trotz ihres guten Rufs hatte die großväterliche Firma, als die Brüder sie erbten, nur wenig verfügbares Kapital, das Vermögen bestand im Wesentlichen  in schwer eintreibbaren Außenständen. Die Lage verschlechterte sich, weil Miterben ausgezahlt werden mussten, die Juwelenpreise verfielen und Kunden ihre Einlagen abzogen, um in den in Mode kommenden Aktien  zu investieren. Die drei zur Firma gehörenden Manufakturen (Tuch, Kerzenwachs, Tabak) arbeiteten mit Verlusten.

### Kinder
- Jacob Hannover Cohen Behrens, (Starb 25. August 1784), Schüler von Jacob Emden, heiratete 1758 Mate, die Tochter von Wolf Oppenheim, wurde 1764 Rabbi der Klaus in Halberstadt
- Joel, lebte in Leimen bei Heidelberg
- Lehmann, Arzt in Rendsburg
- Leffmann (starb 1780 in Pressburg)
- Kossmann, lebte in Dresden
- Elias, lebte in Dresden[4]

### Verschuldung, Konkurs, Anklage und Folter
Um ihren Kredit und einen hohen Lebensstandard aufrechtzuerhalten, verschuldeten sich die Brüder bei Isaaks Schwiegervater, dem im preußischen Halberstadt residierenden Issachar Berend Lehmann. Als Sicherheit überließen sie ihm fremde und eigene Schuldverschreibungen sowie Juwelen.
Als sie in großer Geldverlegenheit am 1. April 1721 in Richtung Halberstadt aufbrachen, um bei Berend Lehmann einige verbliebene Wertsachen zu versetzen,  wurden sie von der kurhannoverschen Justiz verhaftet, für bankrott erklärt und des Betruges zum Schaden ihrer Gläubiger beschuldigt. Angeblich hatten sie (hauptsächlich bei Berend Lehmann) große Werte versteckt und damit der Konkursmasse entzogen.
Diese Behauptung wurde nie bewiesen, und um ein entsprechendes Schuldbekenntnis zu erzwingen, wurden die Brüder nach dreijähriger Kerkerhaft gefoltert. Sie gestanden nichts, höchstwahrscheinlich, weil nichts zu gestehen war. Nach weiteren zwei Jahren Haft wurden sie entlassen und auf Lebenszeit des Landes verwiesen.

### Nach der Freilassung
Über Gumpert Behrens ist bisher nichts weiter bekannt, als dass er 1738 nicht mehr am Leben war. Isaak dagegen ließ sich in Altona (damals dänisch) nieder und schrieb 1738 eine Megillah, d. h. einen Erlebnisbericht zur Verlesung beim Purimfest. Sie ist ein auch sprachgeschichtlich wichtiger Text in jiddischer Sprache. Isaak Behrens starb, etwa siebzigjährig, bei einem seiner Söhne, einem Arzt in Rendsburg.
Sein Grabstein auf dem Alten Jüdischen Friedhof in der Hannoveraner Nordstadt ist erhalten.